# Dolichopus nepalensis
Dolichopus nepalensis är en tvåvingeart som beskrevs av Yang, Saigusa och Kazuhiro Masunaga 2004. Dolichopus nepalensis ingår i släktet Dolichopus och familjen styltflugor.
Artens utbredningsområde är Nepal. Inga underarter finns listade i Catalogue of Life.